# Hervé de Charette
Hervé Marie Joseph de Charette de la Contrie, bekannt als Hervé de Charette (* 30. Juli 1938 in Paris), ist ein französischer Politiker. Er war von 1993 bis 1995 Minister für Wohnungsbau, anschließend bis 1997 Außenminister Frankreichs.

## Leben

### Herkunft, Bildung und Verwaltungskarriere
Charette wurde als Sohn von Hélion Marie Joseph Christian, Baron de Charette de La Contrie (1906–1983) und seiner ersten Ehefrau Jeanne Girauld de Nolhac (1908–1954) in eine Aristokratenfamilie hineingeboren. Er ist Nachfahre des königlichen Militärführers François Athanase de Charette de la Contrie, einem der royalistischen Offiziere und Anführer des Bauernaufstandes in der Vendée, der 1796 von den Anhängern der Ersten Republik gefangen genommen und erschossen wurde.
Charette wuchs im Département Maine-et-Loire auf. Er besuchte die École des hautes études commerciales in Paris und das Institut d’études politiques de Paris (Sciences Po). Von 1964 bis 1966 studierte er Verwaltungswissenschaften und Rechtswissenschaften an der Pariser Elitehochschule École nationale d’administration (ENA), wo er zum Jahrgang „Montesquieu“ gehörte.
Im Juni 1966 trat Charette als Beamter des Conseil d’État in den Öffentlichen Dienst ein. Von 1969 bis 1973 war er stellvertretender Generalsekretär des Conseil d’État. Ab 1973 war er als Vortragender Rat beim Conseil d’État tätig. 1973 ernannte ihn der damalige Sozialminister Georges Gorse zu seinem persönlichen Berater. Anschließend war er in leitender Funktion für den Immigrations-Staatssekretär Paul Dijoud (1974–76), für den Arbeitsminister Christian Beullac (1976–78), für den Außenhandelsminister Jean-François Deniau (1978–81) tätig. Zugleich war er von 1976 bis 1981 Rechtsberater des Établissement public pour l'aménagement de la région de la Défense (EPAD), der öffentlich-rechtlichen Körperschaft, die für die Entwicklung des Hochhausviertels La Défense bei Paris zuständig war.

### Partei
De Charette trat 1977 der liberal-konservativen Parti républicain (PR) bei, die Bestandteil des Parteienbündnisses Union pour la démocratie française (UDF) des Präsidenten Valéry Giscard d’Estaing war. Nach dem Regierungswechsel 1981 trat er erfolglos zur Parlamentswahl in Menton und zur Bürgermeisterwahl 1983 in Nevers an. In der UDF galt Charette als enger Vertrauter des Vorsitzenden Valéry Giscard d’Estaing; 1991 übernahm er die Führung der Clubs Perspectives et Réalités, Vereine von Unternehmern und Selbstständigen, die die Politik Giscards unterstützten.
Wie Giscard, und im Gegensatz zum größten Teil der UDF-Politiker, unterstützte er die Kandidatur von Jacques Chirac bei der Präsidentschaftswahl 1995 und nicht die Kandidatur von Édouard Balladur. Am 1. Juli 1995 wandelten sich die Clubs Perspectives et Réalités unter Führung de Charettes in die Parti populaire pour la démocratie française (PPDF) um, mit dem Ziel, die Anhängers Giscards innerhalb der UDF zu sammeln.
2002 trat Charette in die Mitte-rechts-Sammelpartei Union pour un mouvement populaire (UMP) des Staatspräsidenten Jacques Chirac ein. Die PPDF wandelte sich unter dem Namen Convention démocrate in eine innerparteiliche Strömung der UMP um. Er unterstützte im März 2006 die Aussetzung des Gesetzesentwurfs zum Contrat première embauche (CPE) angesichts des Protests von Studentengewerkschaften und Jugendorganisationen; gleichzeitig desavouierte er damit die Politik von Premierminister Dominique de Villepin, indem er die Einrichtung eines Dialogs zwischen der Regierung, Jugendvertretern, den Tarifpartnern und gesellschaftlichen Gruppen begrüßte. Seit 2007 unterstützte Charette aktiv die Politik von Nicolas Sarkozy.
Im Dezember 2009 trat Charette aus der UMP aus, die er als „zu rechts“ bezeichnete. Er trat in das Nouveau Centre, einem Nachfolger der UDF ein und brachte dabei auch den von ihm persönlich patentierten Namen UDF zunächst in die Partei ein. Seit 2011 ist die Convention démocrate wieder eine separate Partei, die sich 2011 mit anderen bürgerlichen Mitte-Parteien zur Alliance républicaine, écologiste et sociale (ARES) und 2012 zur Union des démocrates et indépendants vereinte.

### Abgeordneter und Minister
Dann wurde er im März 1986 erstmals als Vertreter des Départements Nièvre in die französische Nationalversammlung gewählt. Das Abgeordnetenmandat legte er jedoch nach wenigen Tagen nieder, da er während der ersten Cohabitation unter Premierminister Jacques Chirac von März 1986 bis Mai 1988 beigeordneter Minister für den Öffentlichen Dienst (Ministre délégué auprès du premier ministre, chargé de la fonction publique et du plan) war. Im Juni 1988 wurde er erneut in die Nationalversammlung gewählt, diesmal als Vertreter des 6. Wahlkreises im Département Maine-et-Loire. Seine Partei war nun in der Opposition.
Während der zweiten Cohabitation (1993–1995) war er unter Premierminister Édouard Balladur von März 1993 bis Mai 1995 Minister für Wohnungsbau (Ministre du logement). Unter der Regierung von Premierminister Alain Juppé war de Charette von Mai 1995 bis Juni 1997 französischer Außenminister. 1997, 2002 und 2007 wurde er als Abgeordneter für den 6. Wahlkreis des Départements Maine-et-Loire wiedergewählt.

### Lokale und regionale Ebene
Charette war von 1989 bis 2014 Bürgermeister (Maire) der kleinen Gemeinde Saint-Florent-le-Vieil (Maine-et-Loire); von 1989 bis 2008 auch Mitglied des Gemeinderats. Von 1992 bis 2010 gehörte er zudem dem Regionalrat der Pays de la Loire an und war zeitweilig dessen Vizepräsident.

### Nach der Politik
Seit 2001 ist Charette bei der Pariser Rechtsanwaltskammer als Rechtsanwalt zugelassen. Er ist seit Juni 2008 Präsident der Chambre de commerce franco-arabe.
Er ist aktuell (Stand Juli 2010) Präsident des Institut Français de Finance Islamique.